# دونالد هال
دونالد هال (بالإنجليزية: Donald Hall)‏ هو مؤلف وكاتب وشاعر أمريكي، ولد في 20 سبتمبر 1928 في نيو هيفن في الولايات المتحدة، وتوفي في 23 يونيو 2018 في نيوهامبشير في الولايات المتحدة.

## وصلات خارجية
- دونالد هال على موقع الموسوعة البريطانية (الإنجليزية)
- دونالد هال على موقع ميوزك برينز (الإنجليزية)
- دونالد هال على موقع إن إن دي بي (الإنجليزية)